# アリーガル
アリーガル（Aligarh、ヒンディー語: अलीगढ ）は、インドの都市。ウッタル・プラデーシュ州に属する。アリーガル県の県都。インド近現代史において重要な役割を果たしたアリーガル・ムスリム大学で知られる。人口は約67万人（2001年）。
旧名はコイル（Koil）。ガンジス川とその支流であるヤムナー川に挟まれた地域に位置している。街を幹線鉄道・道路が通過しており、農作物の集散地としての役割を果たしている。近隣の都市としては、約110km 北西に首都ニューデリー、80km 南のアーグラなどが挙げられる。

## 歴史
アフガニスタンからイスラーム勢力が北インドに侵入する中で、12世紀頃よりイスラーム化していった。19世紀初頭、イギリスとマラーター同盟の間で大規模な戦争が起こった。1875年、アリーガル・ムスリム大学が創設されると、ムスリムによる民族運動であるアリーガル運動の中心として重要な役割を果たした。